# Páduai Szent Antal-plébániatemplom (Bosnyák tér)
A zuglói Páduai Szent Antal-plébániatemplom, közkeletű nevén „Bosi” a Bosnyák tér 7. alatt elhelyezkedő római katolikus templom. Budapest második legnagyobb temploma.
A téren először 1923-ban emeltek ideiglenes templomot, melyet a nem időtálló bauxitbeton alapanyag miatt le kellett bontani. Az új, 1620 m² alapterületű templom a régi mellett épült fel, id. Rimanóczy Gyula terve szerint modernizált neoromán stílusban, 1941–1946 között (az eredeti tervek magasabb tornyot tartalmaztak csúcsos toronysisakkal, amely 2014-re készült el).

## A templom belseje
1980-ban Bagi István segédpüspök szentelte fel az új oltárt.

### Művészet
A templom szentélyét Kontuly Béla Páduai Szent Antal élettörténetét ábrázoló freskói díszítik, amelyeket a művész 1961-es dátummal látott el. A bejárattól jobbra Szent Antal faszobra látható. A templomhajó jobb oldalán szokatlanul nagy méretű 14 darabos keresztút féldombormű látható. Ezen az oldalon egy megkoronázott Szűz Mária szoborral díszített kápolna, míg továbbhaladva a szentély felé egy Szent József mellékoltár található. Vele szemben a templom bal oldalán Jézus-oltár áll, majd visszafelé haladva a bejárat felé egy Jézus-feszület oldalkápolnát és egy Mennyek Királynője-rézszobrot láthatunk.

### Orgona
Budapest egyik legjobb és legnagyobb orgonája található itt, mely az első és második manuál közt cserélhető főművel (Grand, Hauptwerk, koroknak és stílusoknak megfelelően kiválasztható manuál) és a hangolást segítő „elektromos asszisztenssel” rendelkezik. Az 1991-re szinte minden elemében újjáépített négymanuálos, nyolcvan regiszteres orgona hangja számos lemezfelvételen hallható. A 2007-ben felújított templomban 550 ülő- és 120 állóhely található.

## A torony
A templom 1946-os felszentelésére csak részben készült el a torony, amit 2013–14-ben pótoltak. Az építkezés 2013. október 1-jén kezdődött. 2014. január 21-én emelték a 32 méter magas torony tetejére a 9 tonna súlyú és a kereszttel együtt 22,65 méter magas toronysisakot. Így a torony a keresztcsúcsig 54,5 méter magas lett. A torony új részének a burkolata ürömi kvarckő, ami az eredeti burkolattól kicsit eltérő árnyalatú.
A toronyba 2014. szeptember 21-én négy harang költözött. Az új, 425 kg-os Magyarok nagyasszonya és a 210 kilós Szent István, egy lélekharang valamint a már korábban is használt Szent Antal. Felszentelésüket Székely János az Esztergom-Budapesti Főegyházmegye segédpüspöke végezte el. Az új harangokat Gombos Miklós harangöntő készítette.

## Képek

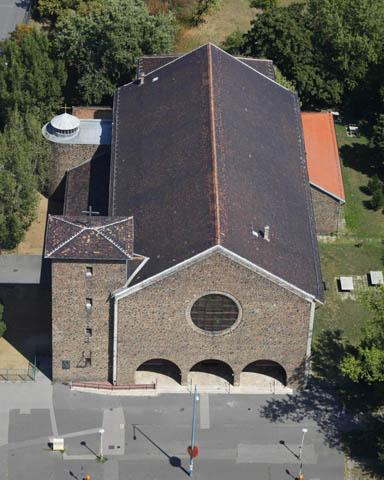
Légi felvétel (a felújítás előtt)
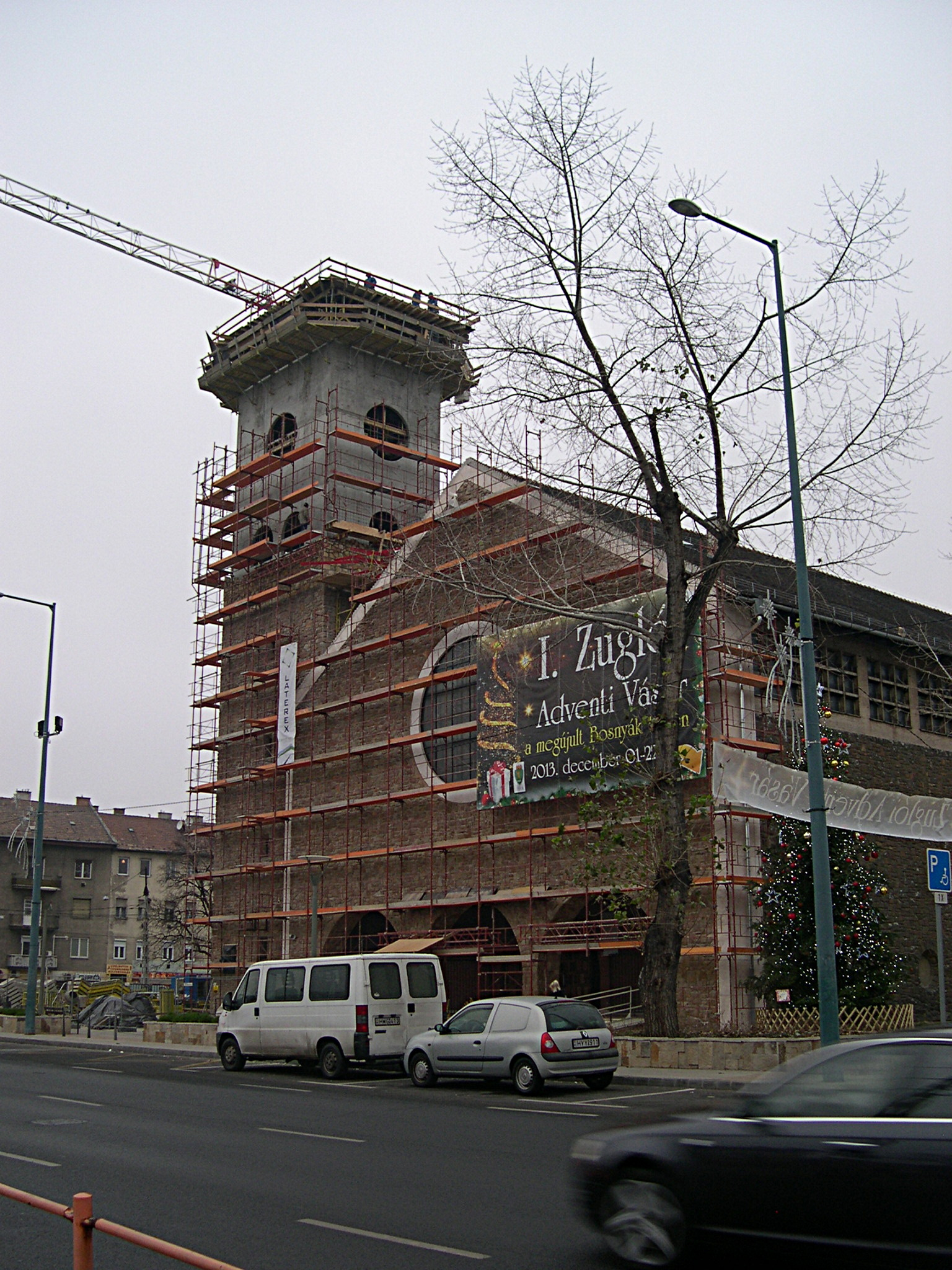
Felújítás (2013)
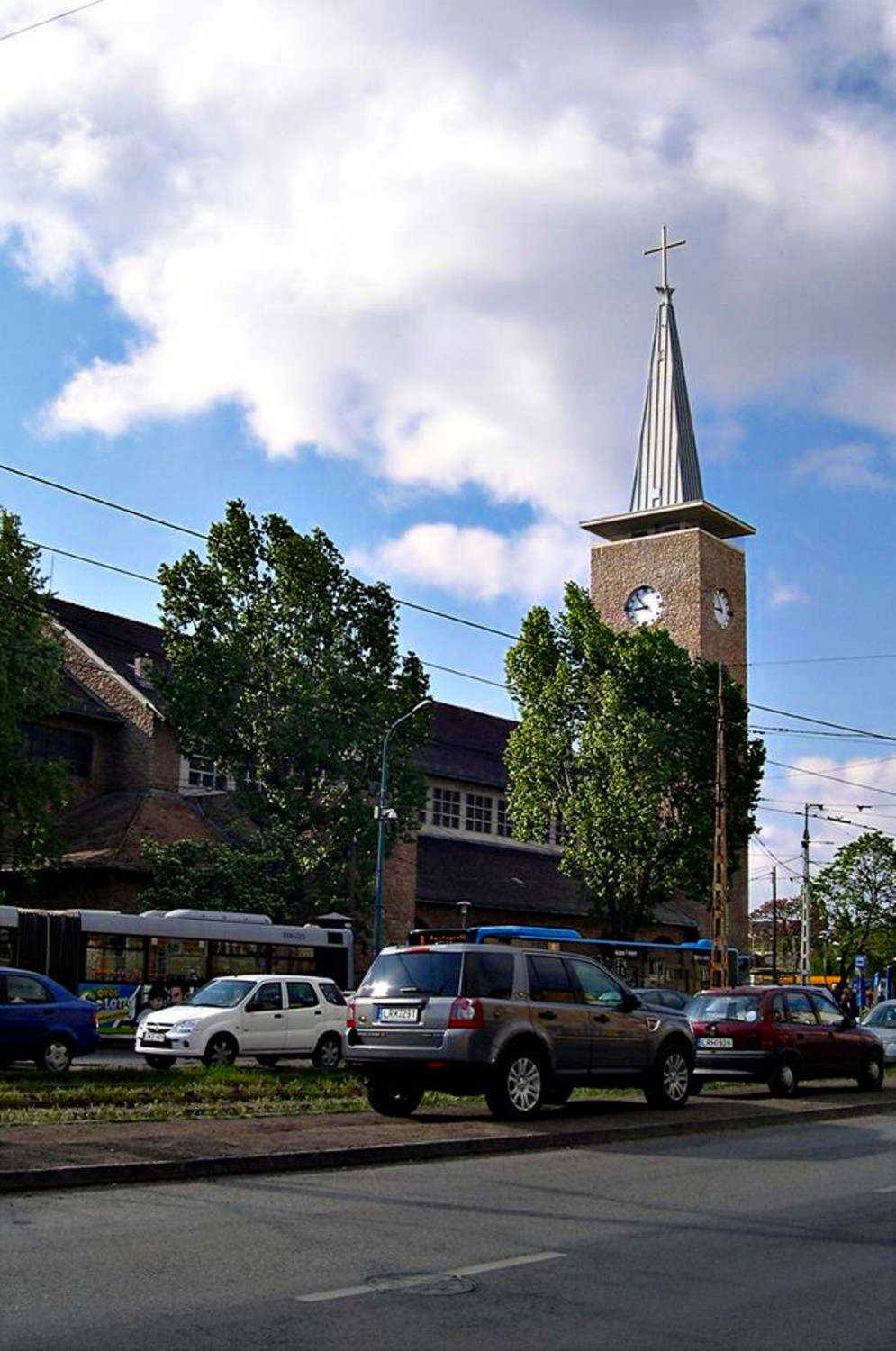
Felújítva (2014)
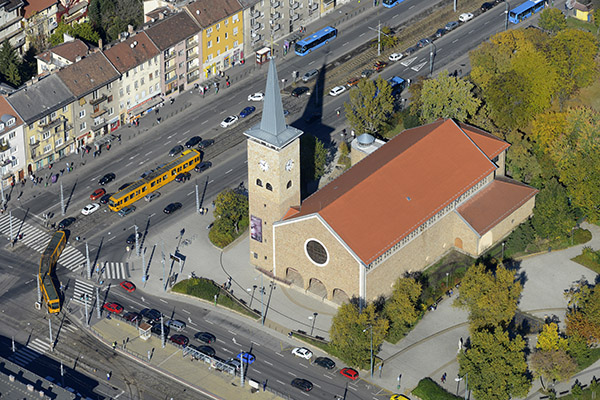
A plébániatemplom madártávlatból
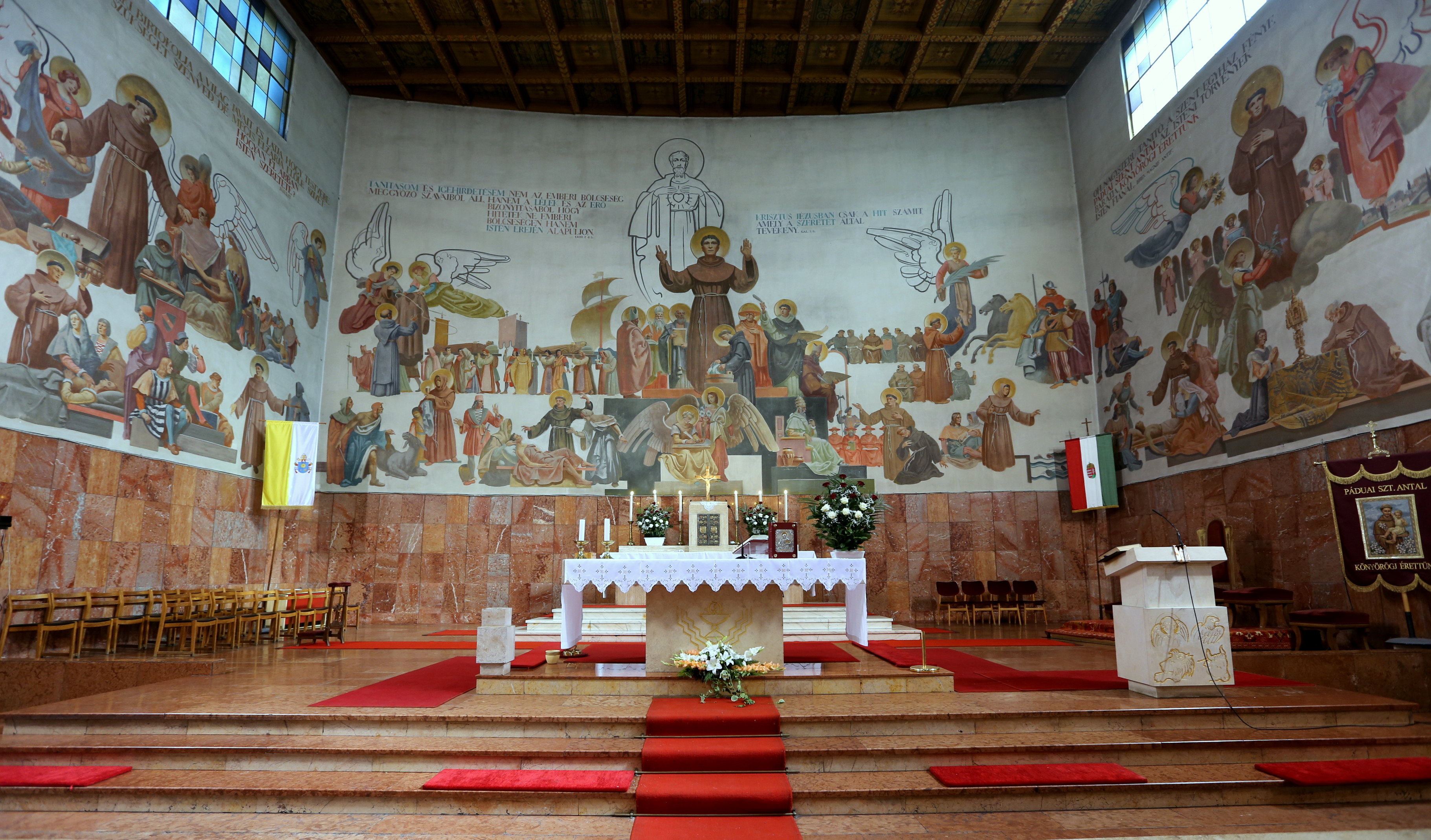
A templom szentélye
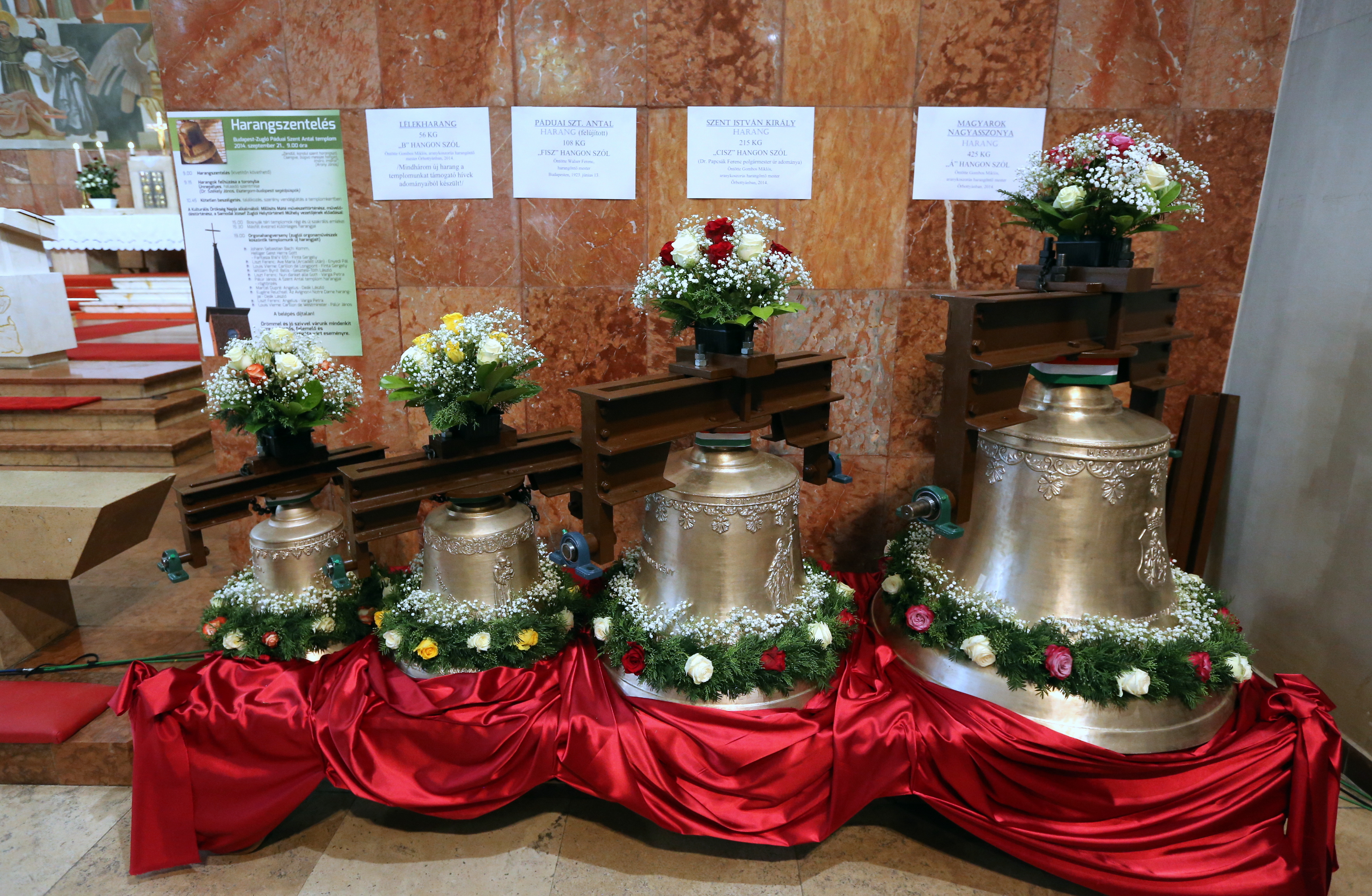
A templom új harangjai felszentelésük napján, 2014. 09. 21.
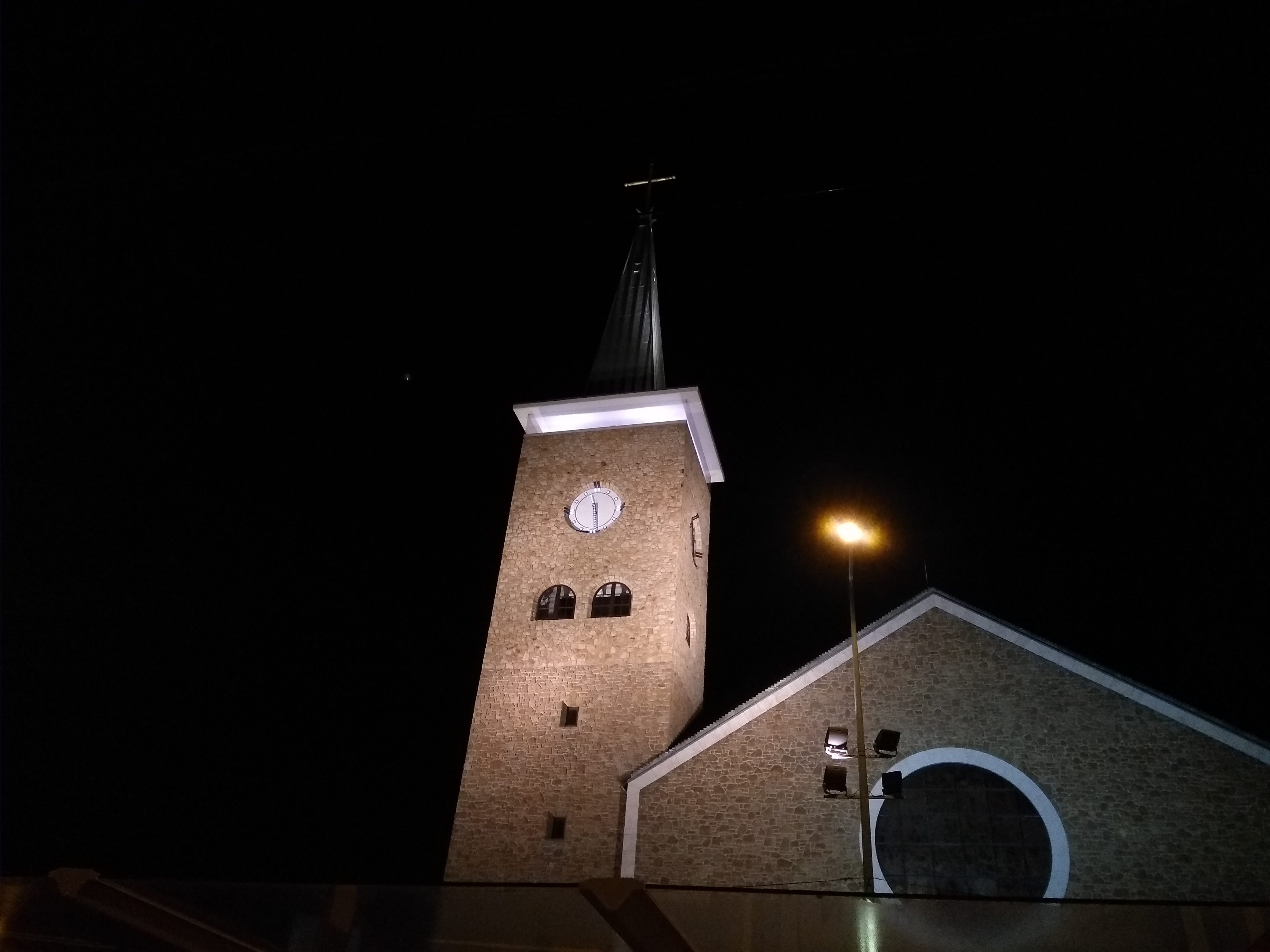
A templom éjjeli kivilágítása